# Joseph de Maurel du Chaffaut
Joseph de Maurel du Chaffaut (né le 17 octobre 1658  à Aix-en-Provence, mort le 10 mars 1717) est un ecclésiastique qui fut évêque de Saint-Paul-Trois-Châteaux de 1714 à 1717.

## Biographie
Joseph est le fils d'André Maurel, seigneur du Chaffaut, et de Marguerite de Villeneuve. Né à Aix-en-Provence, il devient conseiller-clerc au Parlement de Provence, chanoine puis vicaire général de l'archidiocèse d'Aix lorsqu'il est nommé évêque de Saint-Paul-Trois-Châteaux en 1714.
Confirmé le 9 juillet, il est consacré à Aix en août par l'archevêque Charles Gaspard Guillaume de Vintimille du Luc. Il ne fait que passer dans son siège épiscopal car il meurt dès le 10 mars 1717.